# 유럽 고속도로 003호선
유럽 고속도로 003호선(European route E003)은 우즈베키스탄의 우추쿠두크에서 투르크메니스탄의 가우단까지 이르는 B-클래스급 고속도로로, 총 연장은 1,006 km이다. 주요 경유 도시로는 우추쿠두크, 다쇼구즈, 아시가바트, 가우단(Gaudan) 등이 있다.

## 경로
- 우즈베키스탄
  - 우추쿠두크(영어판)
- 투르크메니스탄
  - 다쇼구즈
  - 아시가바트
  - 가우단